# Halligan

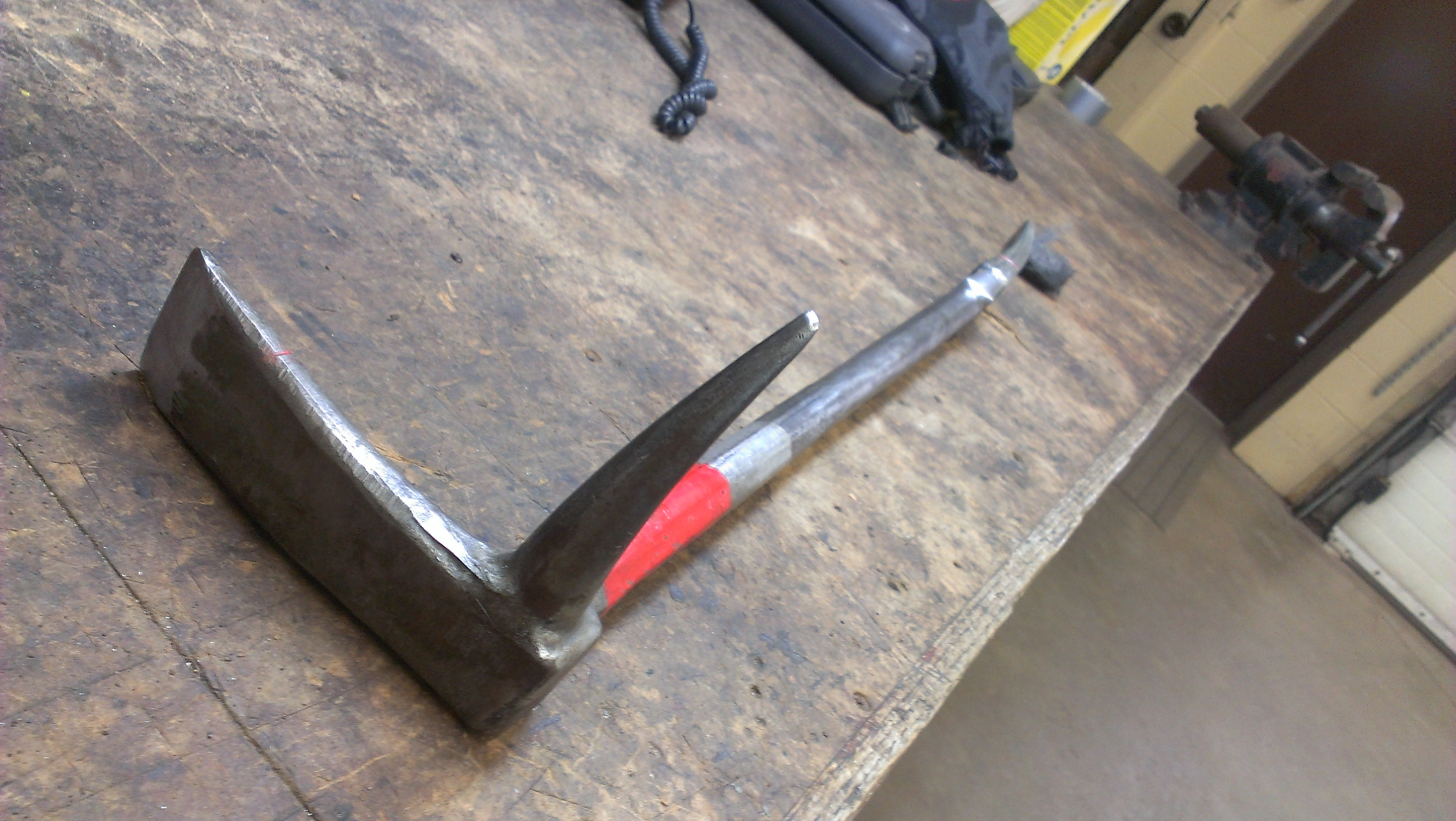
Koniec narzędzia Halligan z ciesakiem i kilofem

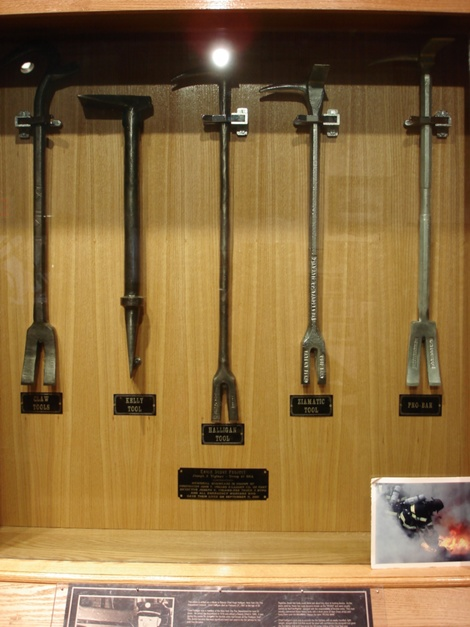
Narzędzie Halligana wystawione w Muzeum Pożarnictwa Nowego Jorku (w środku), obok wcześniejszego narzędzia Kelly (drugie od lewej), na którym zostało oparte

Narzędzie Halligan (znana również jako Halligan, Halligan bar lub narzędzie typu chuligan) to narzędzie do forsowania przeszkód i zabezpieczeń używane przez strażaków.

## Historia
Narzędzie to zostało zaprojektowane w 1948 roku przez pierwszego zastępcę szefa straży pożarnej Nowego Jorku (FDNY) Hugh Halligana i zostało nazwane jego nazwiskiem. W tym samym roku pierwszy prototyp narzędzia Halligan został wykonany przez kowala Petera Clarke’a. Ponieważ zostało ono wynalezione przez strażaka z FDNY, to organizacja ta początkowo nie chciała go kupić, aby uniknąć wrażenia konfliktu interesów. Straż Pożarna Bostonu była pierwszym dużym klientem, który zakupił narzędzie Halligan, kupując po jednej sztuce dla każdej drużyny straży pożarnej w mieście. Narzędzie było na tyle popularne, że członkowie nowojorskich drużyn strażackich zaczęli je kupować za własne pieniądze, dopóki straż ostatecznie nie zdecydowała się na instytucjonalny zakup. Doprowadziło to stopniowo do powszechnego przyjęcia narzędzia w USA a później na całym świecie. Narzędzie Halligan stało się najbardziej wszechstronnym narzędziem ręcznym używanym przez ostatnie dekady do wielu zadań związanych ze zwalczaniem pożarów.

## Konstrukcja
Halligan jest uniwersalnym narzędziem do wyważania, skręcania, przebijania i łamania opartym na wcześniejszym narzędziu Kelly. Składa się z pazura (lub widelca), ostrza (klina lub ciesaka) oraz zwężającego się kilofa, który jest szczególnie przydatny w szybkim pokonywaniu wielu rodzajów zamkniętych drzwi.

## Zastosowania
- Drzwi i zamki
  - Zarówno koniec z ciesakiem, jak i widelec narzędzia można wykorzystać do przebicia zatrzasku drzwi wahadłowych, przez wciśnięcie narzędzia między drzwi a ościeżnicę i podważając je, uderzając młotem kowalskim lub płaską stroną ostrza siekiery.
  - Strażak trzymający Halligana może uderzyć nim z zamachu tak, aby wbić ostrze kilofa we framugę drzwi w pobliżu klamki, a następnie wyważyć drzwi, naciskając na ciesak[6].
  - Inną opcją jest użycie Halligana do wyważenia drzwi z górnych zawiasów[6]. Kilof i ciesak (prawidłowo używane) chronią ramiona, dłonie i korpusu użytkownika podczas operacji forsowania wejścia[7].
  - Kilof można włożyć do pałąka kłódki albo do wrzeciądza i przekręcić lub podważyć narzędzie tak, aby ją zerwać.
- Pojazdy
  - Halligana można użyć do przebicia maski samochodu, aby odłączyć akumulator[8].
  - Halligan może być również używany m.in. do wyciągania osób z pojazdów.
  - Narzędzie może być używane do podważania maski samochodu, gdy jest on zablokowany w wyniku wypadku.
- Halligana można użyć do wyburzenia ściany budynku, aby dostać się do innego obszaru[9].
- Ostrza kilofa można użyć do rozbicia szyby w samochodzie lub budynku w celu uzyskania dostępu lub zapewnienia przepływu powietrza[10].
- Można go również wbić w dach, aby utworzyć stopień dla strażaków zajmujących się wycinaniem otworów wentylacyjnych w dachu.
- Koniec z widelcem jest często używany do zamykania zaworów gazu.
- Halligan może być użyty jako stopień do dostania się do okna znajdującego się na wysokości głowy[11].
- Halligan może być przywiązany do liny i działać jako kotwica w ramie okiennej do improwizowanego ratowania się[12].